# VM i håndbold 2011 (kvinder)
Verdensmesterskabet i håndbold for kvinder 2011 var det 20. VM i håndbold for kvinder arrangeret af IHF og Confederação Brasileira de Handebol. Slutrunden afvikledes i Brasilien i perioden 2. – 18. december 2011, og dermed blev Brasilien det første amerikanske land, der lagde haller til et senior-VM i håndbold. Kampene skulle oprindeligt have været afviklet i den delstaten Santa Catarina, men et halvt år inden slutrunden meddelte IHF, at den på grund af mangelfuld infrastruktur og logistik i den oprindelige værtsregion var blevet flyttet til São Paulo-delstaten.
Turneringen blev vundet af Norge, efter en finalesejr på 32-24 over Frankrig, og dermed vandt de norske kvinder verdensmesterskabet for anden gang – første gang var i 1999. Spanien vandt bronzemedaljerne efter sejr over Danmark i bronzekampen med 24-18, og det var første gang i historien at Spaniens kvindehåndboldlandshold vandt VM-medaljer. Værterne fra Brasilien endte på femtepladsen, hvilket indtil da var det bedste VM-resultat opnået af et kvindelandshold fra Panamerika.
På det organisatoriske plan blev mesterskabet imidlertid en katastrofe for de brasilianske værter. Finansielt, regnskabsmæssigt, administrativt og marketingsmæssigt mindede arrangementet om et "vakkelvornt korthus." Der var kun meget få indkomster fra billetsalg, da der var ekstremt få tilskuere, de budgetterede sponsorindtægter manglede, og der var ikke engang en tilstrækkelig velfungerende værts-broadcaster til at servicere det internationale tv-publikum. Under turneringen løb arrangørerne bogstavelig talt tør for penge og kunne ikke håndtere de daglige udgifter, så IHF blev nødt til at træde til med økonomisk hjælp, hvilket betød at det brasilianske håndboldforbund endte med en stor gæld til det internationale forbund.

## Slutrunde

### Værtsland
Den 13. juli 2007 offentliggjorde IHF, at tre lande havde ansøgt om værtskabet for slutrunden: Australien, Brasilien og Holland. Holland havde tidligere været VM-værtsland to gange (i 1971 og 1986), men VM-slutrunder i kvindehåndbold var til gengæld aldrig tidligere blevet afviklet i Sydamerika eller Oceanien.
Den 23. maj 2008 meddelte IHF, at kun Brasilien fortsat var interesseret i værtskabet, og at man forventede at træffe en afgørelse vedrørende værtskabet for slutrunden på et møde i oktober 2008, men først i februar 2009 kunne det brasilianske håndboldforbund meddele, at det officielt var blevet tildelt værtskabet for slutrunden.
Kampene skulle oprindeligt have været afviklet i delstaten Santa Catarina, men den 25. maj 2011 meddelte IHF, at slutrunden på grund af mangelfuld infrastruktur og logistik i den oprindelige værtsregion var blevet flyttet til São Paulo-delstaten. Følgende byer og arenaer lagde gulv til kampene:
| By                                                                     | Arena                                    | Kapacitet |
| ---------------------------------------------------------------------- | ---------------------------------------- | --------- |
| São Paulo                                                              | Ginásio Estadual Geraldo José de Almeida | 10.2000   |
| São Bernardo do Campo                                                  | Ginásio Adib Moysés Dib                  | 5.000     |
| Barueri                                                                | Ginásio José Corrêa                      | 5.000     |
| Santos                                                                 | Arena Santos                             | 4.000     |
| São Paulo São Bernardo do Campo Santos BarueriSpillesteder ved VM 2011 |                                          |           |

### Hold
Slutrunden havde deltagelse af 24 hold. Værtslandet Brasilien og de forsvarende mestre, Rusland, var automatisk kvalificeret til slutrunden. De øvrige 22 hold blev fundet ved kvalifikationsturneringer på de forskellige kontinenter (se afsnittet Kvalifikation).
| Kontinent  | Hold            | Slutrunde nr. | Placering i VM 2009 | Bedste VM-placering              | Kvalificeret som ...                |
| ---------- | --------------- | ------------- | ------------------- | -------------------------------- | ----------------------------------- |
| Europa     | Rusland         | 10            | Nr. 1               | Nr. 1 i 2001, 2005, 2007 og 2009 | Vinder af VM 2009                   |
| Europa     | Norge           | 16            | Nr. 3               | Nr. 1 i 1999                     | Vinder af EM 2010                   |
| Europa     | Sverige         | 7             | Nr. 13              | Nr. 6 i 1993                     | Nr. 2 i EM 2010                     |
| Europa     | Rumænien        | 20            | Nr. 8               | Nr. 1 i 1962                     | Nr. 3 i EM 2010                     |
| Europa     | Montenegro      | 1             | -                   | Første VM-slutrunde              | Vinder af EHF playoff-kamp          |
| Europa     | Holland         | 8             | -                   | Nr. 5 i 1995                     | Vinder af EHF playoff-kamp          |
| Europa     | Spanien         | 6             | Nr. 4               | Nr. 4 i 2009                     | Vinder af EHF playoff-kamp          |
| Europa     | Kroatien        | 6             | -                   | Nr. 6 i 1997                     | Vinder af EHF playoff-kamp          |
| Europa     | Tyskland        | 18            | Nr. 7               | Nr. 1 i 1993                     | Vinder af EHF playoff-kamp          |
| Europa     | Frankrig        | 10            | Nr. 2               | Nr. 1 i 2003                     | Vinder af EHF playoff-kamp          |
| Europa     | Island          | 1             | -                   | Første VM-slutrunde              | Vinder af EHF playoff-kamp          |
| Europa     | Danmark         | 16            | Nr. 5               | Nr. 1 i 1997                     | Vinder af EHF playoff-kamp          |
| Afrika     | Angola          | 11            | Nr. 11              | Nr. 7 i 2007                     | Vinder af Afrikamesterskabet 2010   |
| Afrika     | Tunesien        | 6             | Nr. 14              | Nr. 12 i 1975                    | Nr. 2 i Afrikamesterskabet 2010     |
| Afrika     | Elfenbenskysten | 7             | Nr. 18              | Nr. 14 i 1997                    | Nr. 3 i Afrikamesterskabet 2010     |
| Asien      | Sydkorea        | 14            | Nr. 6               | Nr. 1 i 1995                     | Vinder af Asienmesterskabet 2010    |
| Asien      | Kasakhstan      | 3             | Nr. 22              | Nr. 18 i 2007                    | Nr. 2 i Asienmesterskabet 2010      |
| Asien      | Japan           | 15            | Nr. 16              | Nr. 7 i 1965                     | Nr. 3 i Asienmesterskabet 2010      |
| Asien      | Kina            | 12            | Nr. 12              | Nr. 8 i 1990                     | Nr. 4 i Asienmesterskabet 2010      |
| Panamerika | Brasilien       | 9             | Nr. 15              | Nr. 7 i 2005                     | Værtsland                           |
| Panamerika | Argentina       | 6             | Nr. 19              | Nr. 19 i 2009                    | Nr. 2 i Panamerikamesterskabet 2011 |
| Panamerika | Cuba            | 2             | -                   | Nr. 21 i 1999                    | Nr. 3 i Panamerikamesterskabet 2011 |
| Panamerika | Uruguay         | 5             | -                   | Nr. 23 i 2001 og 2005            | Nr. 4 i Panamerikamesterskabet 2011 |
| Oceanien   | Australien      | 6             | Nr. 24              | Nr. 23 i 1999 og 2003            | Vinder af OCHF's kvalifikation      |

For første gang siden 1982 var Østrig ikke kvalificeret til slutrunden, ligesom Ungarn for første gang siden 1990 ikke havde kvalificeret sig. De to hold var samtidig de to højst placerede hold ved seneste VM, som ikke formåede at kvalificere sig til dette VM – de to hold sluttede som nr. 10 og 9 ved VM 2009.
Rumænien spillede sin 20. VM-slutrunde i træk, og var det eneste hold, der indtil da havde deltaget ved samlige VM-slutrunder for kvinder. Montenegro og Island var til gengæld debutanter ved VM-slutrunden.

### Indledende runde
Lørdag den 1. juli var der lodtrækning til gruppeinddelingen i den indledende runde. Lodtrækningen fordelte holdene i disse grupper:
| Gruppe A   | Gruppe B   | Gruppe C  | Gruppe D        |
| ---------- | ---------- | --------- | --------------- |
| Norge      | Rusland    | Rumænien  | Sverige         |
| Montenegro | Kasakhstan | Frankrig  | Danmark         |
| Angola     | Holland    | Brasilien | Kroatien        |
| Tyskland   | Sydkorea   | Tunesien  | Argentina       |
| Kina       | Spanien    | Cuba      | Elfenbenskysten |
| Island     | Australien | Japan     | Uruguay         |

I hver af de fire grupper spillede de seks hold en enkeltturnering alle-mod-alle. De fire bedste hold i hver gruppe gik videre til ottendedelsfinalerne, mens de to øvrige hold gik videre til President's Cup, hvor femmerne spillede om 17.- til 20.-pladsen, og sekserne spillede om 21.- til 24.-pladsen.

#### Gruppe A
Kampene i gruppe A blev spillet i Santos.
| Dato  | Tid   | Kamp                  | Res.  | Pause |
| ----- | ----- | --------------------- | ----- | ----- |
| 3.12. | 15:00 | Montenegro – Island   | 21–22 | 10-11 |
| 3.12. | 17:15 | Norge – Tyskland      | 28–31 | 14-13 |
| 3.12. | 19:30 | Angola – Kina         | 30–29 | 10-12 |
| 4.12. | 14:30 | Tyskland – Montenegro | 24–25 | 10-12 |
| 4.12. | 17:15 | Kina – Norge          | 16–43 | 7-20  |
| 4.12. | 19:30 | Island – Angola       | 24–28 | 12-15 |
| 6.12. | 15:00 | Montenegro – Angola   | 28–26 | 14-13 |
| 6.12. | 17:15 | Norge – Island        | 27–14 | 14-70 |
| 6.12. | 19:30 | Tyskland – Kina       | 23–22 | 7-12  |
| 7.12. | 15:00 | Montenegro – Kina     | 42–15 | 19-7  |
| 7.12. | 17:15 | Angola – Norge        | 20–26 | 10-16 |
| 7.12. | 19:30 | Island – Tyskland     | 26–20 | 13-12 |
| 9.12. | 15:00 | Angola – Tyskland     | 25–22 | 14-10 |
| 9.12. | 17:15 | Norge – Montenegro    | 28–27 | 15-11 |
| 9.12. | 19:30 | Kina – Island         | 16–23 | 9-12  |

| Hold       | Kampe | Mål     | Point |
| ---------- | ----- | ------- | ----- |
| Norge      | 5     | 152-108 | 8     |
| Angola     | 5     | 129-129 | 6     |
| Montenegro | 5     | 143-115 | 6     |
| Island     | 5     | 109-112 | 6     |
| Tyskland   | 5     | 120-126 | 4     |
| Kina       | 5     | 198-161 | 0     |

#### Gruppe B
Kampene i gruppe B blev spillet i Barueri.
| Dato  | Tid   | Kamp                    | Res.  | Pause |
| ----- | ----- | ----------------------- | ----- | ----- |
| 3.12. | 15:45 | Kasakhstan – Australien | 37–90 | 20-60 |
| 3.12. | 18:00 | Rusland – Sydkorea      | 39–24 | 19-13 |
| 3.12. | 20:15 | Holland – Spanien       | 27–34 | 15-18 |
| 4.12. | 15:45 | Sydkorea – Kasakhstan   | 31–19 | 16-40 |
| 4.12. | 18:00 | Spanien – Rusland       | 22–28 | 9-14  |
| 4.12. | 20:15 | Australien – Holland    | 15–53 | 6-27  |
| 6.12. | 15:45 | Rusland – Australien    | 45–80 | 21-40 |
| 6.12. | 18:00 | Kasakhstan – Holland    | 20–32 | 8-18  |
| 6.12. | 20:15 | Sydkorea – Spanien      | 26–29 | 12-13 |
| 7.12. | 15:45 | Holland – Rusland       | 25–35 | 10-18 |
| 7.12. | 18:00 | Kasakhstan – Spanien    | 18–27 | 8-11  |
| 7.12. | 20:15 | Australien – Sydkorea   | 11–45 | 3-24  |
| 9.12. | 15:45 | Spanien – Australien    | 39–90 | 18-5  |
| 9.12. | 18:00 | Holland – Sydkorea      | 26–38 | 10-18 |
| 9.12. | 20:15 | Rusland – Kasakhstan    | 34–19 | 13-13 |

| Hold       | Kampe | Mål     | Point |
| ---------- | ----- | ------- | ----- |
| Rusland    | 5     | 181-991 | 10    |
| Spanien    | 5     | 151-108 | 8     |
| Sydkorea   | 5     | 164-124 | 6     |
| Holland    | 5     | 164-142 | 4     |
| Kasakhstan | 5     | 113-133 | 2     |
| Australien | 5     | 052-219 | 0     |

#### Gruppe C
Kampene i gruppe C blev spillet i São Paulo.
| Dato  | Tid   | Kamp                 | Res.  | Pause |
| ----- | ----- | -------------------- | ----- | ----- |
| 2.12. | 21:00 | Brasilien – Cuba     | 37–21 | 17-11 |
| 3.12. | 15:00 | Rumænien – Tunesien  | 30–28 | 14-15 |
| 3.12. | 17:15 | Frankrig – Japan     | 41–22 | 18-13 |
| 5.12. | 15:00 | Cuba – Rumænien      | 27–33 | 14-20 |
| 5.12. | 17:15 | Tunesien – Frankrig  | 17–25 | 09-12 |
| 5.12. | 19:45 | Japan – Brasilien    | 24–32 | 12-16 |
| 6.12. | 15:00 | Tunesien – Cuba      | 32–29 | 18-11 |
| 6.12. | 17:15 | Rumænien – Japan     | 28–28 | 13-12 |
| 6.12. | 19:45 | Frankrig – Brasilien | 22–26 | 17-10 |
| 8.12. | 15:00 | Japan – Tunesien     | 32–31 | 16-16 |
| 8.12. | 17:15 | Frankrig – Cuba      | 38–18 | 17-8  |
| 8.12. | 19:45 | Brasilien – Rumænien | 33–28 | 14-11 |
| 9.12. | 15:00 | Cuba – Japan         | 24–32 | 9-16  |
| 9.12. | 17:15 | Rumænien – Frankrig  | 20–39 | 12-20 |
| 9.12. | 19:45 | Brasilien – Tunesien | 34–33 | 16-20 |

| Hold      | Kampe | Mål     | Point |
| --------- | ----- | ------- | ----- |
| Brasilien | 5     | 162-128 | 10    |
| Frankrig  | 5     | 165-103 | 8     |
| Rumænien  | 5     | 139-155 | 5     |
| Japan     | 5     | 138-156 | 5     |
| Tunesien  | 5     | 141-150 | 2     |
| Cuba      | 5     | 119-172 | 0     |

#### Gruppe D
Kampene i gruppe D blev spillet i São Bernardo do Campo.
| Dato  | Tid   | Kamp                        | Res.  | Pause |
| ----- | ----- | --------------------------- | ----- | ----- |
| 3.12. | 13:00 | Sverige – Argentina         | 37–11 | 19-70 |
| 3.12. | 15:15 | Danmark – Uruguay           | 36–10 | 20-60 |
| 3.12. | 17:30 | Kroatien – Elfenbenskysten  | 36-20 | 20-10 |
| 5.12. | 15:15 | Elfenbenskysten – Sverige   | 25–28 | 14-15 |
| 5.12. | 17:45 | Argentina – Danmark         | 13–31 | 5-18  |
| 5.12. | 20:00 | Uruguay – Kroatien          | 15–45 | 9-21  |
| 6.12. | 15:15 | Sverige – Uruguay           | 31–14 | 13-70 |
| 6.12. | 17:45 | Danmark – Kroatien          | 23–19 | 10-80 |
| 6.12. | 20:00 | Argentina – Elfenbenskysten | 19–25 | 8-14  |
| 8.12. | 15:00 | Kroatien – Sverige          | 27–26 | 14-12 |
| 8.12. | 17:15 | Danmark – Elfenbenskysten   | 38–17 | 22-7  |
| 8.12. | 19:30 | Uruguay – Argentina         | 19–16 | 11-11 |
| 9.12. | 15:00 | Elfenbenskysten – Uruguay   | 31–24 | 12-12 |
| 9.12. | 17:15 | Sverige – Danmark           | 19–20 | 8-9   |
| 9.12. | 19:30 | Kroatien – Argentina        | 23–18 | 9-11  |

| Hold            | Kampe | Mål     | Point |
| --------------- | ----- | ------- | ----- |
| Danmark         | 5     | 148-780 | 10    |
| Kroatien        | 5     | 150-102 | 8     |
| Sverige         | 5     | 141-970 | 6     |
| Elfenbenskysten | 5     | 118-145 | 4     |
| Uruguay         | 5     | 082-159 | 2     |
| Argentina       | 5     | 077-135 | 0     |

### Finalekampe
| Dato               | Tid                | Kamp                        | Res.               | Pause              | Spillested         |
| Ottendedelsfinaler | Ottendedelsfinaler | Ottendedelsfinaler          | Ottendedelsfinaler | Ottendedelsfinaler | Ottendedelsfinaler |
| ------------------ | ------------------ | --------------------------- | ------------------ | ------------------ | ------------------ |
| 11.12.             | 14:30              | Sydkorea – Angola           | 29–30              | 13-13              | Santos             |
| 11.12.             | 14:30              | Rusland – Island            | 30–19              | 15-12              | Barueri            |
| 11.12.             | 17:15              | Norge – Holland             | 34–22              | 15-11              | Santos             |
| 11.12.             | 17:15              | Montenegro – Spanien        | 19–23              | 09-11              | Barueri            |
| 12.12.             | 14:30              | Sverige – Frankrig          | 23–26              | 15-12              | São Paulo          |
| 12.12.             | 14:30              | Rumænien – Kroatien         | 27–28              | 18-15              | São Bernardo       |
| 12.12.             | 17:15              | Danmark – Japan             | 23–22              | 09-11              | São Bernardo       |
| 12.12.             | 20:00              | Brasilien – Elfenbenskysten | 36–22              | 15-80              | São Paulo          |
| Kvartfinaler       |                    |                             |                    |                    |                    |
| 14.12.             | 11:45              | Rusland – Frankrig          | 23–25              | 12-13              | São Paulo          |
| 14.12.             | 14:30              | Angola – Danmark            | 23–28              | 11-15              | São Paulo          |
| 14.12.             | 17:15              | Kroatien – Norge            | 25–30              | 12-16              | São Paulo          |
| 14.12.             | 20:00              | Spanien – Brasilien         | 27–26              | 19-17              | São Paulo          |
| Semifinaler        |                    |                             |                    |                    |                    |
| 16.12.             | 17:15              | Frankrig – Danmark          | 28–23              | 14-12              | São Paulo          |
| 16.12.             | 20:00              | Norge – Spanien             | 30–22              | 16-9               | São Paulo          |
| Bronzekamp         |                    |                             |                    |                    |                    |
| 18.12.             | 14:30              | Danmark – Spanien           | 18–24              | 9-9                | São Paulo          |
| Finale             |                    |                             |                    |                    |                    |
| 18.12.             | 17:15              | Frankrig – Norge            | 24–32              | 13-19              | São Paulo          |

| 1/8-finaler     | 1/8-finaler |  |           | Kvartfinaler | Kvartfinaler |  |  | Semifinaler | Semifinaler |  |  | Finale   | Finale |
|                 |             |  |           |              |              |  |  |             |             |  |  |          |        |
| Rusland         | 30          |  |           |              |              |  |  |             |             |  |  |          |        |
| Island          | 19          |  |           | Rusland      | 23           |  |  |             |             |  |  |          |        |
| Sverige         | 23          |  | Frankrig  | 25           |              |  |  |             |             |  |  |          |        |
| Frankrig        | 26          |  |           |              |              |  |  | Frankrig    | 28          |  |  |          |        |
| Sydkorea        | 29          |  |           |              |              |  |  | Danmark     | 23          |  |  |          |        |
| Angola          | 30          |  |           | Angola       | 23           |  |  |             |             |  |  |          |        |
| Danmark         | 23          |  | Danmark   | 28           |              |  |  |             |             |  |  |          |        |
| Japan           | 22          |  |           |              |              |  |  |             |             |  |  | Frankrig | 24     |
| Rumænien        | 27          |  |           |              |              |  |  |             |             |  |  | Norge    | 32     |
| Kroatien        | 28          |  |           | Kroatien     | 25           |  |  |             |             |  |  |          |        |
| Norge           | 34          |  | Norge     | 30           |              |  |  |             |             |  |  |          |        |
| Holland         | 22          |  |           |              |              |  |  | Norge       | 30          |  |  |          |        |
| Montenegro      | 19          |  |           |              |              |  |  | Spanien     | 22          |  |  |          |        |
| Spanien         | 23          |  |           | Spanien      | 27           |  |  |             |             |  |  |          |        |
| Brasilien       | 36          |  | Brasilien | 26           |              |  |  |             |             |  |  |          |        |
| Elfenbenskysten | 22          |  |           |              |              |  |  |             |             |  |  |          |        |

### Placeringskampe om 5.- til 8.-pladsen
Placeringskampene om 5.- til 8.-pladsen havde deltagelse af de fire hold, der tabte i kvartfinalerne.
| Dato               | Tid         | Kamp                 | Res.        | Pause       | Spillested  |
| Semifinaler        | Semifinaler | Semifinaler          | Semifinaler | Semifinaler | Semifinaler |
| ------------------ | ----------- | -------------------- | ----------- | ----------- | ----------- |
| 16.12.             | 11.45       | Rusland – Angola     | 41–31       | 17-18       | São Paulo   |
| 16.12.             | 14.30       | Kroatien – Brasilien | 31–32       | 15-14       | São Paulo   |
| Kamp om 5.-pladsen |             |                      |             |             |             |
| 18.12.             | 09:00       | Rusland – Brasilien  | 20–36       | 11-18       | São Paulo   |
| Kamp om 7.-pladsen |             |                      |             |             |             |
| 18.12.             | 11:45       | Angola – Kroatien    | 29–32       | 12-14       | São Paulo   |

| Samlet rangering | Samlet rangering |
| ---------------- | ---------------- |
| 5.               | Brasilien        |
| 6.               | Rusland          |
| 7.               | Kroatien         |
| 8.               | Angola           |

### Placeringskampe om 9.- til 16. pladsen
Der blev ikke spillet om placeringer fra 9.- til 16.-pladsen. De tabende ottendedelsfinalister blev rangeret efter deres opnåede resultater til og med ottendedelsfinalerne.

### President's Cup
President's Cup havde deltagelse af de otte hold, der sluttede på femte- eller sjettepladserne i den indledende runde. Femmerne spillede om 17.- til 20.-pladsen, mens sekserne spillede om 21.- til 24.-pladsen.

#### Placeringskampe om 17.- til 20.-pladsen
| Dato                | Tid         | Kamp                  | Res.        | Pause       | Spillested  |
| Semifinaler         | Semifinaler | Semifinaler           | Semifinaler | Semifinaler | Semifinaler |
| ------------------- | ----------- | --------------------- | ----------- | ----------- | ----------- |
| 11.12.              | 11:45       | Tyskland – Kasakhstan | 37–14       | 15-6        | São Paulo   |
| 11.12.              | 14:30       | Tunesien – Uruguay    | 34–17       | 14-10       | São Paulo   |
| Kamp om 19.-pladsen |             |                       |             |             |             |
| 12.12.              | 11:45       | Kasakhstan – Uruguay  | 31–22       | 17-9        | São Paulo   |
| Kamp om 17.-pladsen |             |                       |             |             |             |
| 12.12               | 17.15       | Tyskland – Tunesien   | 34–25       | 16-14       | São Paulo   |

| Samlet rangering | Samlet rangering |
| ---------------- | ---------------- |
| 17.              | Tyskland         |
| 18.              | Tunesien         |
| 19.              | Kasakhstan       |
| 20.              | Uruguay          |

#### Placeringskampe om 21.- til 24.-pladsen
| Dato                | Tid         | Kamp                   | Res.        | Pause       | Spillested  |
| Semifinaler         | Semifinaler | Semifinaler            | Semifinaler | Semifinaler | Semifinaler |
| ------------------- | ----------- | ---------------------- | ----------- | ----------- | ----------- |
| 11.12.              | 17:15       | Kina – Australien      | 45–11       | 22-4        | São Paulo   |
| 11.12.              | 19:30       | Cuba – Argentina       | 25–20       | 12-11       | São Paulo   |
| Kamp om 23.-pladsen |             |                        |             |             |             |
| 12.12.              | 19:30       | Australien – Argentina | 12–30       | 4-12        | Santos      |
| Kamp om 21.-pladsen |             |                        |             |             |             |
| 12.12.              | 20.00       | Kina – Cuba            | 30–29       | 15-13       | Barueri     |

| Samlet rangering | Samlet rangering |
| ---------------- | ---------------- |
| 21.              | Kina             |
| 22.              | Cuba             |
| 23.              | Argentina        |
| 24.              | Australien       |

### Samlet rangering
|     | Norge           |
|     | Frankrig        |
|     | Spanien         |
| 4.  | Danmark         |
| 5.  | Brasilien       |
| 6.  | Rusland         |
| 7.  | Kroatien        |
| 8.  | Angola          |
| 9.  | Sverige         |
| 10. | Montenegro      |
| 11. | Sydkorea        |
| 12. | Island          |
| 13. | Rumænien        |
| 14. | Japan           |
| 15. | Holland         |
| 16. | Elfenbenskysten |
| 17. | Tyskland        |
| 18. | Tunesien        |
| 19. | Kasakhstan      |
| 20. | Uruguay         |
| 21. | Kina            |
| 22. | Cuba            |
| 23. | Argentina       |
| 24. | Australien      |

## Kvalifikation
Formålet med kvalifikationen var at finde de 24 hold, der skulle deltage i slutrunden ved VM i håndbold 2011 i Brasilien. Holdene blev fundet ved kvalifikationsturneringer på de respektive kontinenter. Værtslandet Brasilien og de forsvarende mestre Rusland var automatisk kvalificeret til slutrunden, og det efterlod 22 ledige pladser at spille om. De kontinentale håndboldforbund var blevet tildelt følgende antal af disse 22 hold:
- Europa: 11 hold.
- Panamerika: 3 hold.
- Afrika: 3 hold.
- Asien: 4 hold.
- Oceanien: 1 hold.

### Europa
Fra Europa var Rusland som forsvarende verdensmester automatisk kvalificeret. Derudover spilles der om 11 ledige pladser ved VM-slutrunden.
De tre bedste hold ved EM 2010 (ekskl. Rusland), Norge, Sverige og Rumænien, kvalificerede sig til VM-slutrunden. De øvrige 12 hold fra EM gik videre til playoff-kampene, hvor de sammen med fire hold fra kvalifikationsrunden spiller om de sidste otte europæiske pladser ved VM-slutrunden.

#### Kvalifikationsrunde
Kvalifikationsrunden blev spillet i perioden 1. – 5. december 2010. De 17 deltagende hold blev inddelt i fire grupper med fire eller fem hold i hver. Hver gruppe spillede en enkeltturnering alle-mod-alle, og de fire gruppevindere gik videre til playoff-kampene.

##### Gruppe 1
Kampene i gruppe 1 blev spillet i Hala Globus i Lublin, Polen.
| Dato  | Tid   | Kamp                       | Res.  | Pause |
| ----- | ----- | -------------------------- | ----- | ----- |
| 1.12. | 17:00 | Østrig - Storbritannien    | 30–20 | 14-90 |
| 1.12. | 19:15 | Polen – Cypern             | 51–90 | 30-10 |
| 2.12. | 17:00 | Storbritannien – Slovakiet | 27–26 | 15-15 |
| 2.12. | 19:15 | Cypern – Østrig            | 10–45 | 04-23 |
| 3.12. | 16:00 | Slovakiet – Polen          | 28–31 | 12-12 |
| 3.12. | 18:15 | Storbritannien – Cypern    | 39–20 | 23-10 |
| 4.12. | 15:45 | Slovakiet – Cypern         | 51–20 | 23-12 |
| 4.12. | 18:00 | Polen – Østrig             | 33–26 | 18-14 |
| 5.12. | 15:15 | Østrig – Slovakiet         | 33–33 | 17-18 |
| 5.12. | 17:30 | Polen – Storbritannien     | 32–17 | 16-90 |

| Hold           | Kampe | Mål     | Point |
| -------------- | ----- | ------- | ----- |
| Polen          | 4     | 147-800 | 8     |
| Østrig         | 4     | 134-960 | 5     |
| Storbritannien | 4     | 103-108 | 4     |
| Slovakiet      | 4     | 138-111 | 3     |
| Cypern         | 4     | 059-186 | 0     |

##### Gruppe 2
Kampene i gruppe 2 blev spillet i Krachtidi Sporthall i Drama, Grækenland.
| Dato  | Tid   | Kamp                      | Res.  | Pause |
| ----- | ----- | ------------------------- | ----- | ----- |
| 3.12. | 18:30 | Schweiz - Aserbajdsjan    | 29–29 | 13-11 |
| 3.12. | 20:30 | Makedonien - Grækenland   | 27–21 | 13-12 |
| 4.12. | 19:00 | Aserbajdsjan - Makedonien | 20–26 | 10-13 |
| 4.12. | 21:00 | Grækenland - Schweiz      | 20–31 | 09-16 |
| 5.12. | 16:00 | Makedonien – Schweiz      | 37–26 | 20-13 |
| 5.12. | 18:00 | Grækenland – Aserbajdsjan | 19–27 | 06-13 |

| Hold         | Kampe | Mål   | Point |
| ------------ | ----- | ----- | ----- |
| Makedonien   | 3     | 90-67 | 6     |
| Aserbajdsjan | 3     | 76-74 | 3     |
| Schweiz      | 3     | 86-86 | 3     |
| Grækenland   | 3     | 60-85 | 0     |

##### Gruppe 3
Kampene i gruppe 3 blev spillet i Pavilhao Gimnodesportivo Funchal i Funchal, Madeira, Portugal.
| Dato  | Tid   | Kamp                    | Res.  | Pause |
| ----- | ----- | ----------------------- | ----- | ----- |
| 3.12. | 17:00 | Tyrkiet - Finland       | 36–26 | 16-12 |
| 3.12. | 19:00 | Hviderusland - Portugal | 28–22 | 14-13 |
| 4.12. | 15:00 | Portugal - Tyrkiet      | 18–31 | 09-13 |
| 4.12. | 17:00 | Finland – Hviderusland  | 21–23 | 11-11 |
| 5.12. | 17:00 | Portugal – Finland      | 25–25 | 17-11 |
| 5.12. | 19:00 | Hviderusland – Tyrkiet  | 31–33 | 16-17 |

| Hold         | Kampe | Mål     | Point |
| ------------ | ----- | ------- | ----- |
| Tyrkiet      | 3     | 100-750 | 6     |
| Hviderusland | 3     | 82-76   | 4     |
| Finland      | 3     | 72-84   | 1     |
| Portugal     | 3     | 65-84   | 1     |

##### Gruppe 4
Kampene i gruppe 4 blev spillet i Palazzetto dello sport Oderzo i Oderzo, Italien.
| Dato  | Tid   | Kamp                 | Res.  | Pause |
| ----- | ----- | -------------------- | ----- | ----- |
| 3.12. | 17:00 | Tjekkiet - Italien   | 38–22 | 19-80 |
| 3.12. | 19:00 | Litauen – Bulgarien  | 29–23 | 17-13 |
| 4.12. | 17:00 | Italien – Litauen    | 24–23 | 13-13 |
| 4.12. | 19:00 | Bulgarien – Tjekkiet | 20–44 | 12-22 |
| 5.12. | 14:00 | Tjekkiet – Litauen   | 37–21 | 17-11 |
| 5.12. | 16:00 | Italien – Bulgarien  | 30–20 | 13-10 |

| Hold      | Kampe | Mål     | Point |
| --------- | ----- | ------- | ----- |
| Tjekkiet  | 3     | 119-630 | 6     |
| Italien   | 3     | 76-81   | 4     |
| Litauen   | 3     | 73-84   | 2     |
| Bulgarien | 3     | 063-103 | 0     |

#### Playoff-kampe
De fire vindere fra kvalifikationsrunden og de 12 hold fra EM 2010, som ikke var direkte kvalificeret til slutrunden, spillede om otte ledige pladser ved VM-slutrunden. De 16 hold blev ved lodtrækning parret i otte playoff-opgør, der blev afgjort over to kampe (ude og hjemme) i perioden 4. – 12. juni 2011. De otte samlede vindere kvalificerede sig til VM-slutrunden.
| Dato    | Dato    | Hjemmehold i 1. kamp | Hjemmehold i 2. kamp | Resultat | Resultat | Resultat |
| 1. kamp | 2. kamp | Hjemmehold i 1. kamp | Hjemmehold i 2. kamp | Samlet   | 1. kamp  | 2. kamp  |
| ------- | ------- | -------------------- | -------------------- | -------- | -------- | -------- |
| 3.6.    | 10.6.   | Tjekkiet             | Montenegro           | 52–75    | 26-42    | 26-33    |
| 4.6.    | 11.6.   | Holland              | Tyrkiet              | 78–62    | 40-28    | 38-34    |
| 4.6.    | 11.6.   | Spanien              | Makedonien           | 58–46    | 37-22    | 21-24    |
| 5.6.    | 12.6.   | Frankrig             | Slovenien            | 56–39    | 28-19    | 28-20    |
| 5.6.    | 11.6.   | Kroatien             | Serbien              | 66–56    | 36-25    | 30-31    |
| 5.6.    | 12.6.   | Island               | Ukraine              | 61–42    | 37-18    | 24-24    |
| 5.6.    | 11.6.   | Tyskland             | Ungarn               | 53–46    | 26-24    | 27-22    |
| 4.6.    | 12.6.   | Polen                | Danmark              | 35–47    | 16-23    | 19-24    |

### Asien
Asienmesterskabet i håndbold 2010, som blev spillet i perioden 19. – 25. december 2010 i Almaty, Kasakhstan, fungerede som kvalifikation, og de fire bedste hold ved mesterskabet, Sydkorea, Kasakhstan, Japan og Kina, kvalificerede sig til VM-slutrunden.

### Afrika
Afrikamesterskabet i håndbold 2010, som afvikledes i Cairo, Egypten i perioden 11. – 21. februar 2010, fungerede som kvalifikation, og de tre bedste hold ved mesterskabet, Angola, Tunesien og Elfenbenskysten, kvalificerede sig til VM-slutrunden.

### Panamerika
Panamerikamesterskabet i håndbold 2011, som afvikledes i São Bernardo do Campo, Brasilien i perioden 28. juni – 4. juli 2011, fungerede som kvalifikation, og de tre bedste hold ved mesterskabet (bortset fra Brasilien, der som værtsland allerede var VM-klar), Argentina, Cuba og Uruguay, kvalificerede sig til VM-slutrunden.

### Oceanien
Oceanien havde én plads ved VM-slutrunden, og OCHF's kvalifikation blev afviklet i Porirua, New Zealand i weekenden 28. – 29. maj 2011. Vinderen af kvalifikationsturneringen, Australien, kvalificerede sig VM-slutrunden.
| Dato  | Kamp                     | Res.  | Pause |
| ----- | ------------------------ | ----- | ----- |
| 28.5. | New Zealand - Australien | 13–22 | 05-11 |
| 29.5. | Australien – New Zealand | 25–15 | 11-70 |

| Hold        | Kampe | Mål   | Point |
| ----------- | ----- | ----- | ----- |
| Australien  | 2     | 47-28 | 4     |
| New Zealand | 2     | 28-47 | 0     |